# 69 Hesperia
69 Hesperia este un asteroid din centura principală, descoperit pe 26 aprilie 1861, de Giovanni Schiaparelli.